# Rückbiegeanschluss

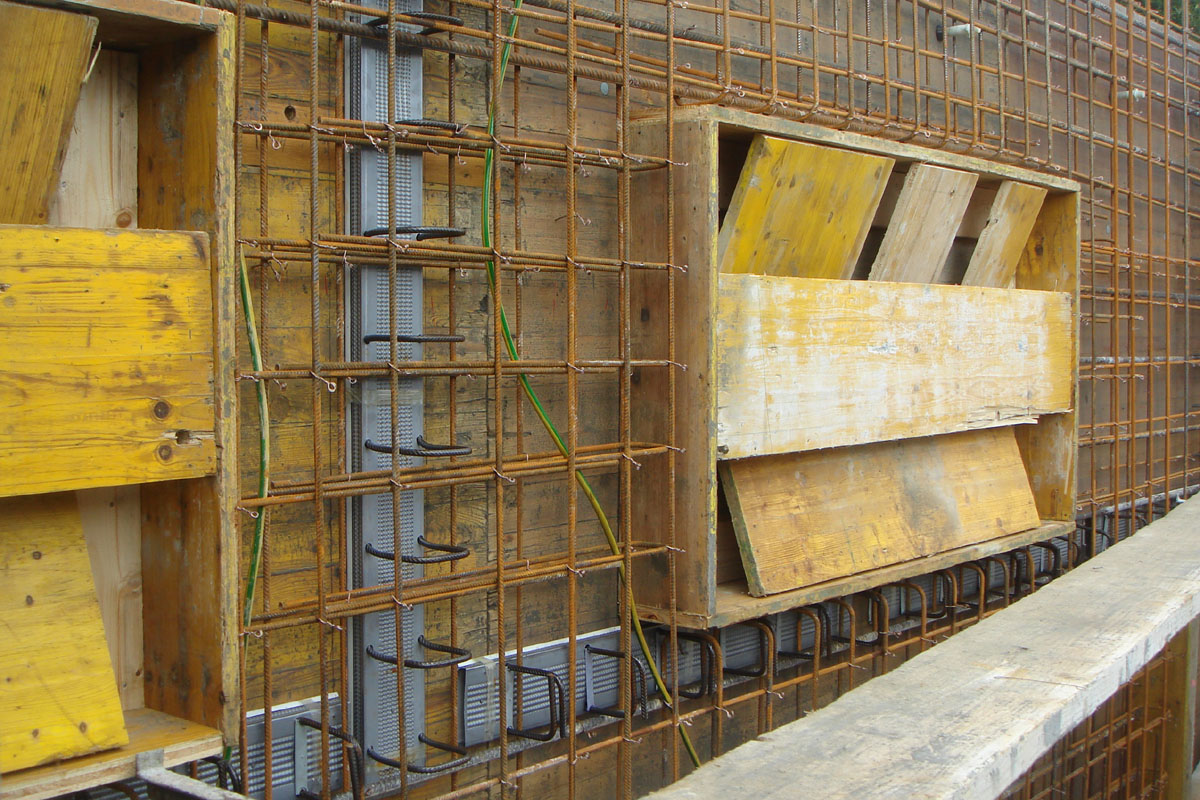
In der Holzschalung befestigte Rückbiegeanschlüsse vor dem Einbetonieren.

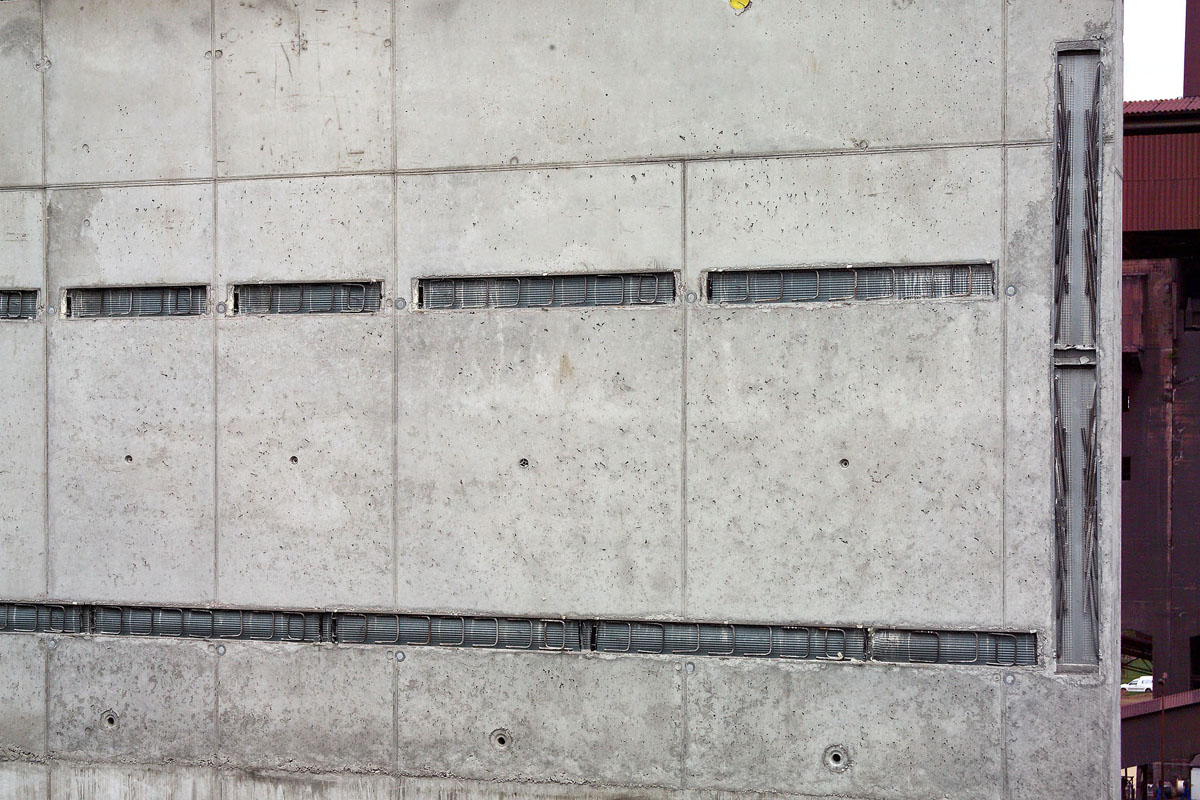
Einbetonierte Rückbiegeanschlüsse für die Verbindung zu einer Wand (senkrecht) und Bodenplatten (waagerecht).

Ein Rückbiegeanschluss ist eine Form des Anschlusses von Bewehrung an einer Arbeitsfuge in einem Betonbauteil. Zum Einsatz kommen Rückbiegeanschlüsse wenn aus einer herzustellenden Betonoberfläche Bewehrungsstahl herausschauen soll, z. B. um daran das nächste Bauteil oder einen Zweitbeton anzuschließen. Rückbiegeanschlüsse bieten den Vorteil, dass eine glatte, exakt ausgerichtete Arbeitsfuge mit der Schalung erstellt werden kann, ohne dass diese dafür durchbohrt werden muss. Im Gegensatz zu Schraubanschlüssen zeichnen sie sich zudem durch geringe Anschaffungs- und Einbaukosten aus. Begrenzt werden Rückbiegeanschlüsse allerdings durch den Stabdurchmesser. Üblicherweise sind nur Anschlüsse mit Stabdurchmessern bis einschließlich 12 Millimeter möglich, je nach Profilbreite auch 12 Millimeter.

## Konstruktion
Ein Rückbiegeanschluss besteht aus einem länglichen, flachen Metall- oder Kunststoffkasten („Verwahrkasten“), in dem die Bewehrungsstäbe, die später als Anschluss genutzt werden sollen, liegen. Rückseitig schauen die Enden dieser Stäbe aus dem Kasten heraus, entweder als gerade Stäbe oder in Form einer U-Verbügelung. Der Verwahrkasten wird vor der Betonage mit Nägeln oder Schrauben auf der Schalung befestigt, sodass die rückseitigen Enden in das zu betonierende Bauteil schauen. Nach dem Betonieren und Ausschalen liegt die Vorderseite des Verwahrkastens in der Betonoberfläche. Nach dem Entfernen des Deckels können die im Kasten liegenden Betonstahlstäbe herausgebogen (in die ursprüngliche Position zurückgebogen) und als Anschluss für die Bewehrung des nächsten Betonierabschnitts verwendet werden.

## Historisches
Der Rückbiegeanschluss wurde in den 1970er-Jahren durch den Schweizer Polier Fritz Brechbühler erfunden. In einer ersten Version handelte es sich dabei um Bewehrungseisen, die in einer Form mit Schaumstoff ausgegossen wurde. Dies war sehr günstig in der Herstellung, aber mühsam auf der Baustelle, da der Schaum aus dem Profil gekratzt werden musste. Später wurden die Profile mit Stahl- oder Kunststoffdeckel ausgestattet, die ein leichtes Ausschalen garantieren. Diese Merkmale sind bis heute bei allen Herstellern gleich geblieben. Fritz Brechbühler konnte seine Erfindung bis 1989 unter der Firme Eisenbetonanschlüsse EBEA, Münsingen BE produzieren und vertreiben. Danach folgte ein Namenswechsel auf ebea System AG, Münsingen BE. Der Markenname „ebea“ ist dabei ein Akronym für Eisenbetonanschluss. Infolge privater Geldprobleme verkaufte Brechbühler die Firma Ende der 1990er-Jahre an die Aco Passavant AG, welche wiederum nach nur knapp einem Jahr diesen Firmenteil der Schöck Bauteil GmbH verkauft.
Schöck, dabei neu unter dem Namen Schöck-ebea auftretend, verlegte die Produktion der Bewehrungsanschlüsse samt allen Geräten und Maschinen nach Ungarn in die Nähe von Budapest und produzierte diese dort fast 10 Jahre weiter. Seitdem wurden auch Bewehrungsanschlüsse für Kragplatten, wie z. B. für Balkone, in der Schweiz mit „ebea“ bezeichnet. Da sich Schöck auf sein Kerngeschäft konzentrieren wollte („Isokorb“), wurden die Bewehrungsanschlüsse samt Produktionshallen, Mitarbeiter und Markenname an die damalige Sybaco verkauft. Die Sybaco war ein Unternehmer der Carl Spaeter Gruppe Schweiz und Nachfolger der Betomax Schweiz. 2019 verkaufte die Spaeter Gruppe das gesamte Produktsortiment „ebea“ und die Produktionsstätte in Ungarn an das finnische Unternehmen Peikko Group Corporation. Um künftige Verwechslungen zwischen den Rückbiegeanschlüssen und den Kragplattenanschlüssen zu vermeiden, benannte Peikko die Rückbiegeanschlüsse in „ARBOX“ um.  Obwohl es sich im Allgemeinen um Bewehrungsanschlüsse handelt, konnte somit eine klare Differenzierung in der Namensgebung zwischen den als Balkonverbindung genutzten Kragplattenanschlüssen „EBEA“ und den reinen Rückbiegeanschlüssen mit „ARBOX“ geschaffen werden. Peikko hat für beide Produkte die Markenrechte. Lediglich in der Schweiz wird der Rückbiegeanschluss noch unter dem Namen ebea „BEWA“ fortgeführt. Des Weiteren hat Peikko für EBEA in einigen Ländern wie z. B.  in Finnland, Ungarn, Slowakei oder Rumänien nationale Zulassungen erwirkt und für die ARBOX Plus eine Europäisch Technische Bewertung (ETA) erhalten. Somit bietet ARBOX Plus verifizierte Traglasten, welche während des ETA-Prozesses ermittelt wurden.

## Belege
1. ↑  Hermann Bauer: Baubetrieb. Springer, 2006, ISBN 3-540-32113-6, S. 380.